# Шереметьевка (Татарстан)
Шереме́тьевка (тат. Ширәмәт) — село Шереметьевского сельского поселения в Нижнекамском районе Республики Татарстан (до 1917 года Богородское).

## История
Село Шереметьевка находится между Нижнекамском и Камскими Полянами. До революции 1917 года село указывалось на картах как Богородское. Название Шереметьевка официально закрепилось в советский период. В свои лучшие времена население Шереметьевки достигало 3 тысяч жителей.

### Под управлением Шереметевых (XVIII—XIX в.в.)

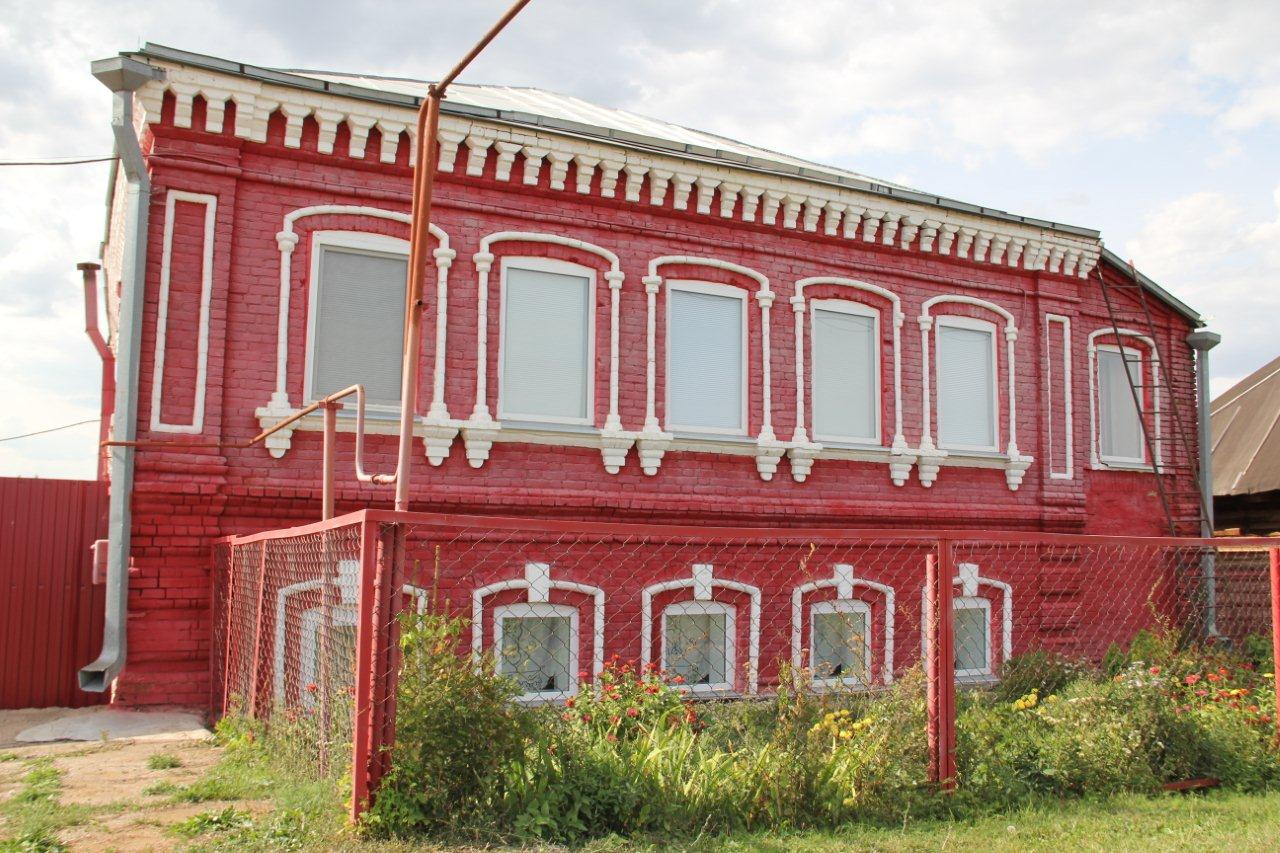
Дом купца Тикунова

История поселения насчитывает более трехсот лет. Шереметевы приобрели имение у татарского мурзы Уркеева в середине XVIII века и переселили сюда крепостных крестьян из-под Нижнего Новгорода и Орловской губернии.
Благоприятное расположение Шереметьевки на трех полноводных притоках Камы позволило местному населению развивать не только земледелие и коневодство, но и кожевенное, шорное производства. У каждого двора была заводь, где вымачивали и мяли кожу. В XIX веке в селе работали более трех десятков кожевенных и шорных производств. В ремесленном училище обучали выделке кож.
В Шереметьевке процветала торговля сразу нескольких купеческих домов. Здесь сохранились памятники старины. Жилые дома и склады купцов Тикуновых занесены в каталог-справочник «Республика Татарстан: памятники истории и культуры». В каталог также вошли и дом предпринимателей Вязьминых, торговые лавки купцов Баклушина, Бабушкина, Кузнецова.

### Под управлением Анциферовых (с 1861 г.)
В 1861 году управляющий села Анциферов выкупил имение у Шереметевых. Один сын управляющего занимался кожевенным делом, второй открыл санаторий на горе Кумыс для больных туберкулезом и практиковал лечение кумысом. После революции санаторий был закрыт и разрушен, сохранились только фундамент и просека, обозначающая место лестничного подъёма к лечебным корпусам.

### XX век

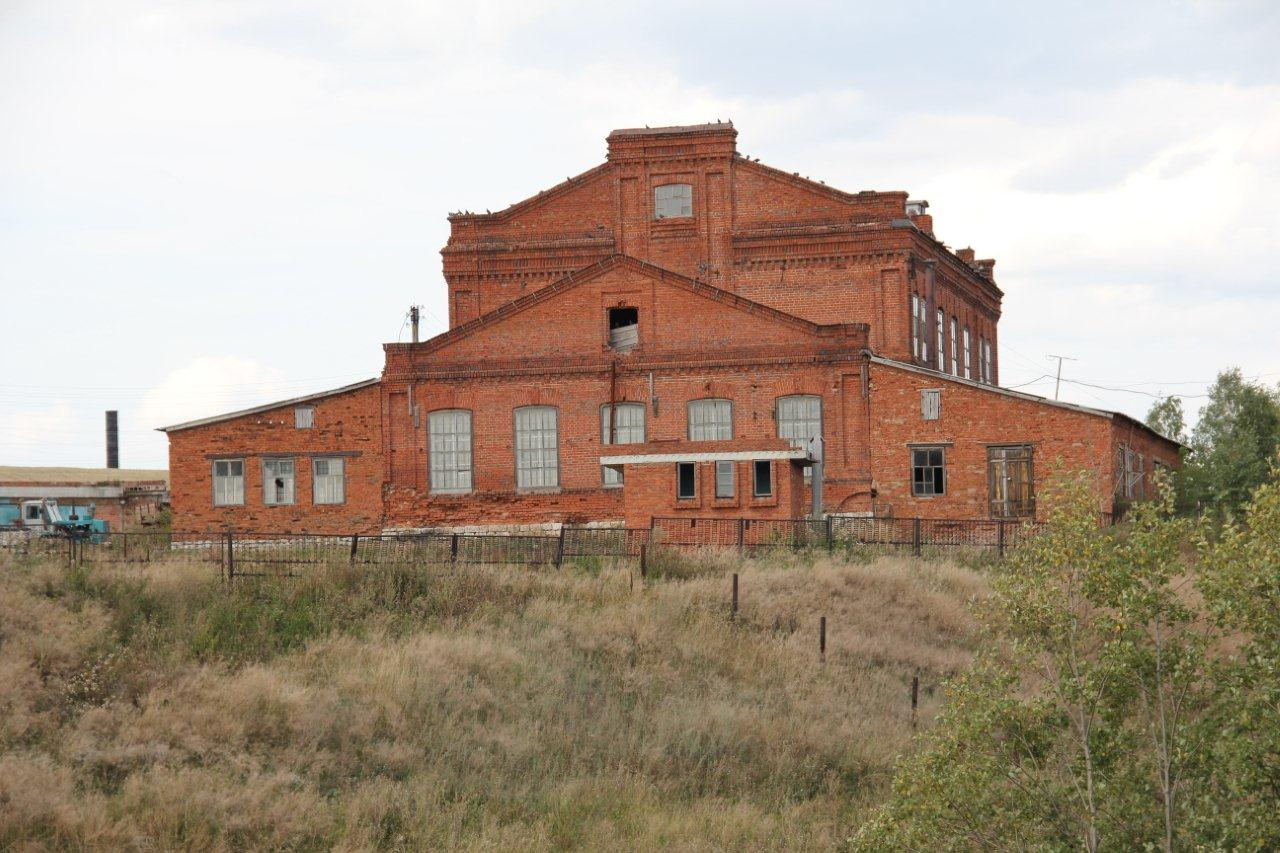
Фабрика

После Второй мировой войны прекратили свои существования многие предприятия села. Началось их медленное умирание и растаскивание самими же жителями села.
Многие памятники истории были разрушены в годы Перестройки.
В селе сохранилась одна шорная фабрика. Расположена она в том же самом здании, которое построили в XIX веке её бывшие хозяева — братья Тикуновы. Ещё в конце двадцатого века сработанные здесь хомуты и другая конная упряжь пользовались огромным спросом во всем Поволжье. На фабрике работают всего 12 человек, а готовые изделия чаще всего обмениваются на сельхозпродукцию.
В 1930—1963 годах Шереметьевка была центром одноимённого района.

## Чудотворная икона и церковь
В начале XIX века во время охоты в угодьях заблудились люди Шереметева. Вывел их лесник. В благодарность в следующие 10 лет в Шереметьевке была построена церковь. Строительство завершилось в 1820 году, но сельчане не торопились посещать церковь, поскольку многие придерживались старой веры (в селе было три старообрядческие молельни). Тогда церковный староста Михаил Ныров августовской ночью снял икону с иконостаса и опустил её в источник, возле которого крестьяне обедали. Родник, где была найдена чудотворная икона, назвали Святым ключом. Позднее церковь имела большой доход и влияние на религиозных людей. Это была одна из красивейших церквей в Казанской губернии. По красоте своей она лишь немногим уступала московскому храму Василия Блаженного. Строили её московские архитекторы. В 1956 году она была уничтожена. В 2000 году администрацией района верующим села было передано деревянное здание. Оно было перестроено под молитвенный дом, освященный впоследствии в честь Покрова Пресвятой Богородицы.

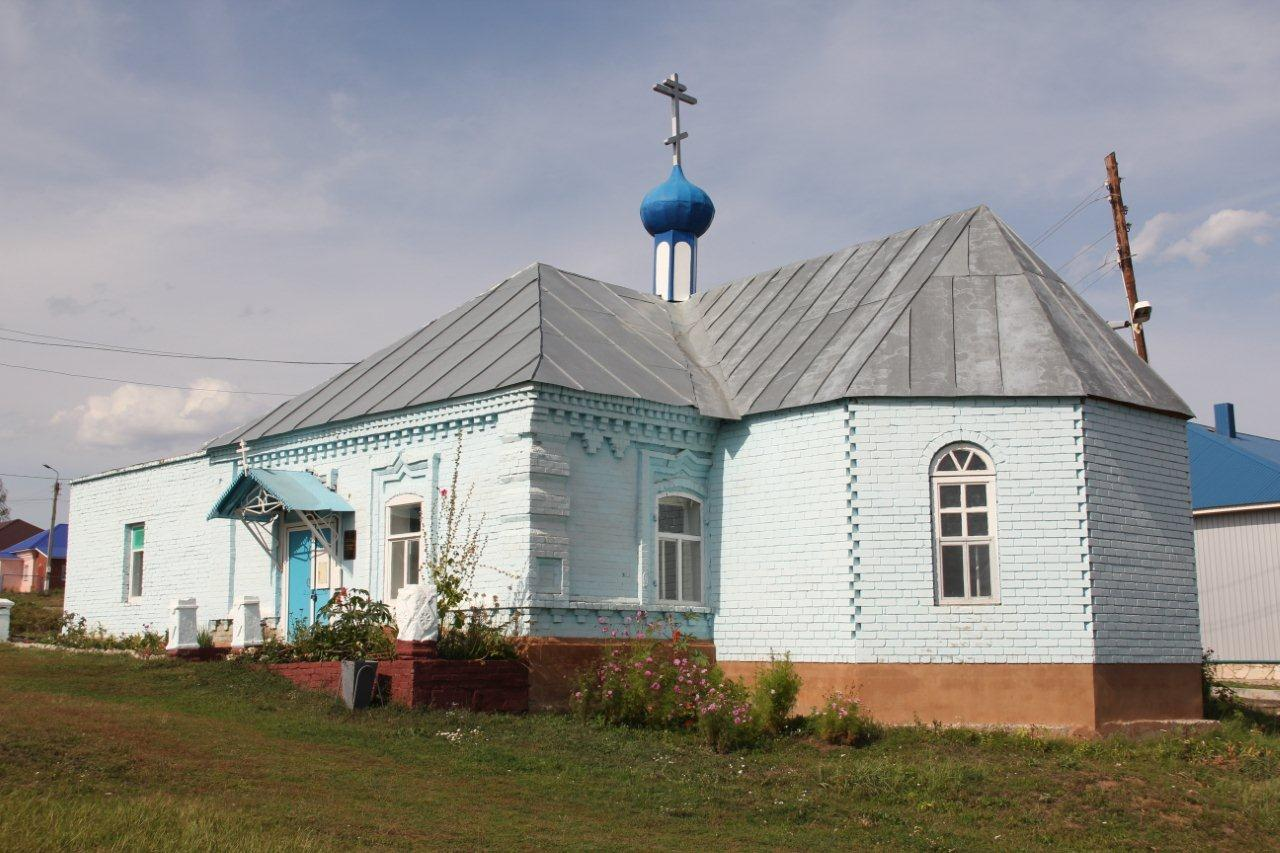
Новая церковь
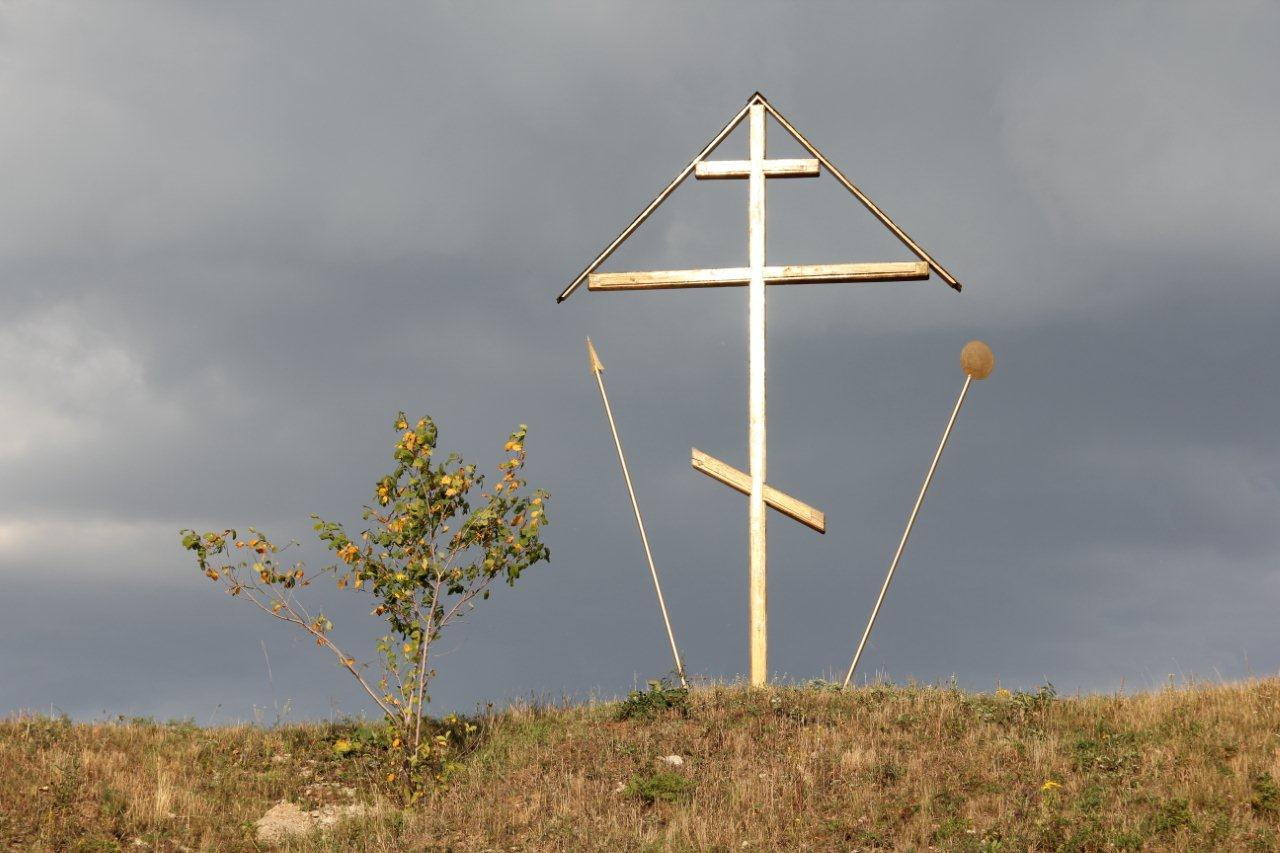
Крест у Святого источника
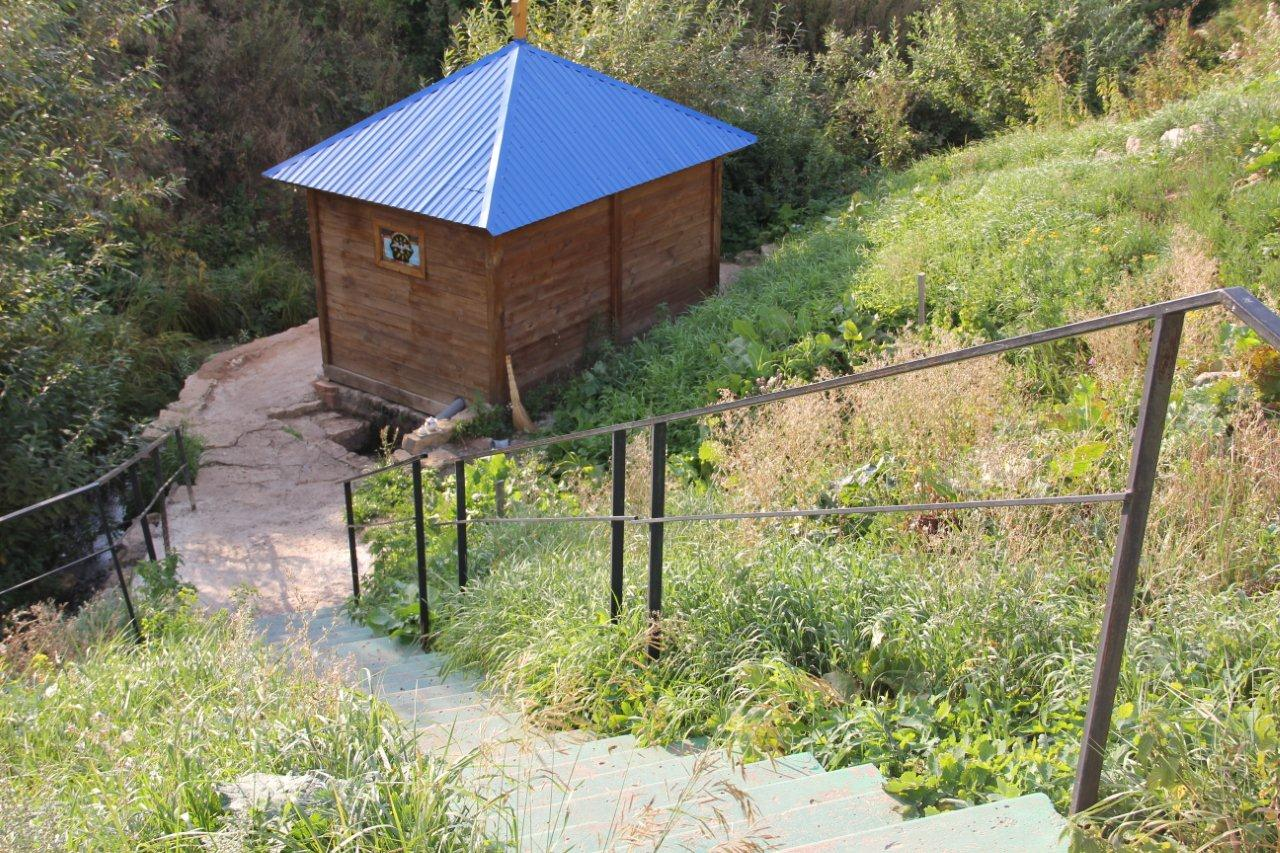
Святой источник
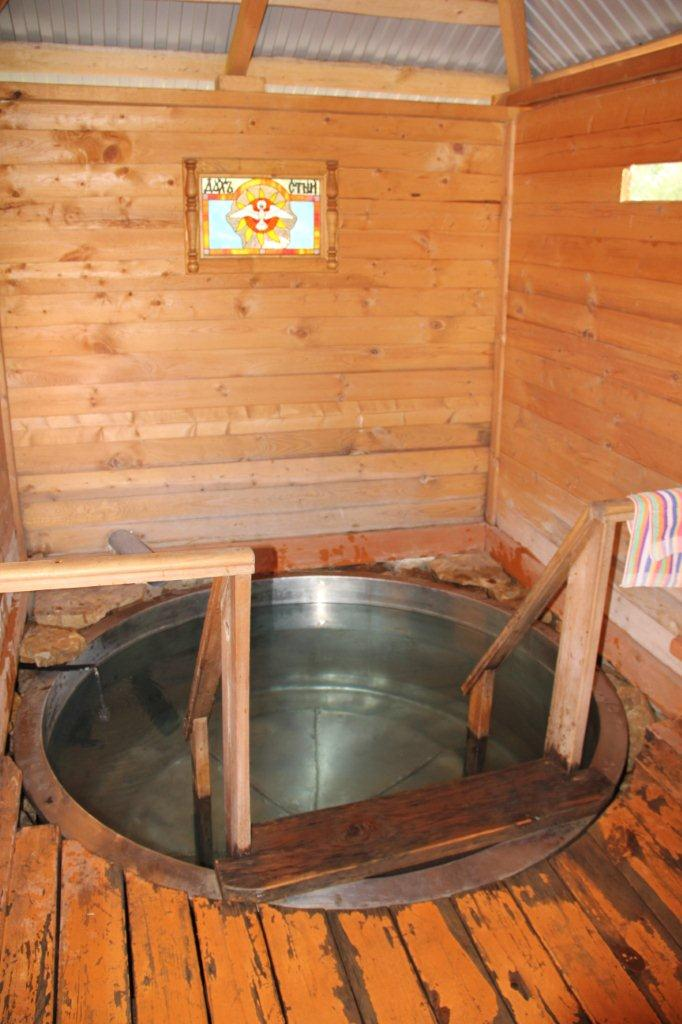
Купель на Святом источнике

## Музей

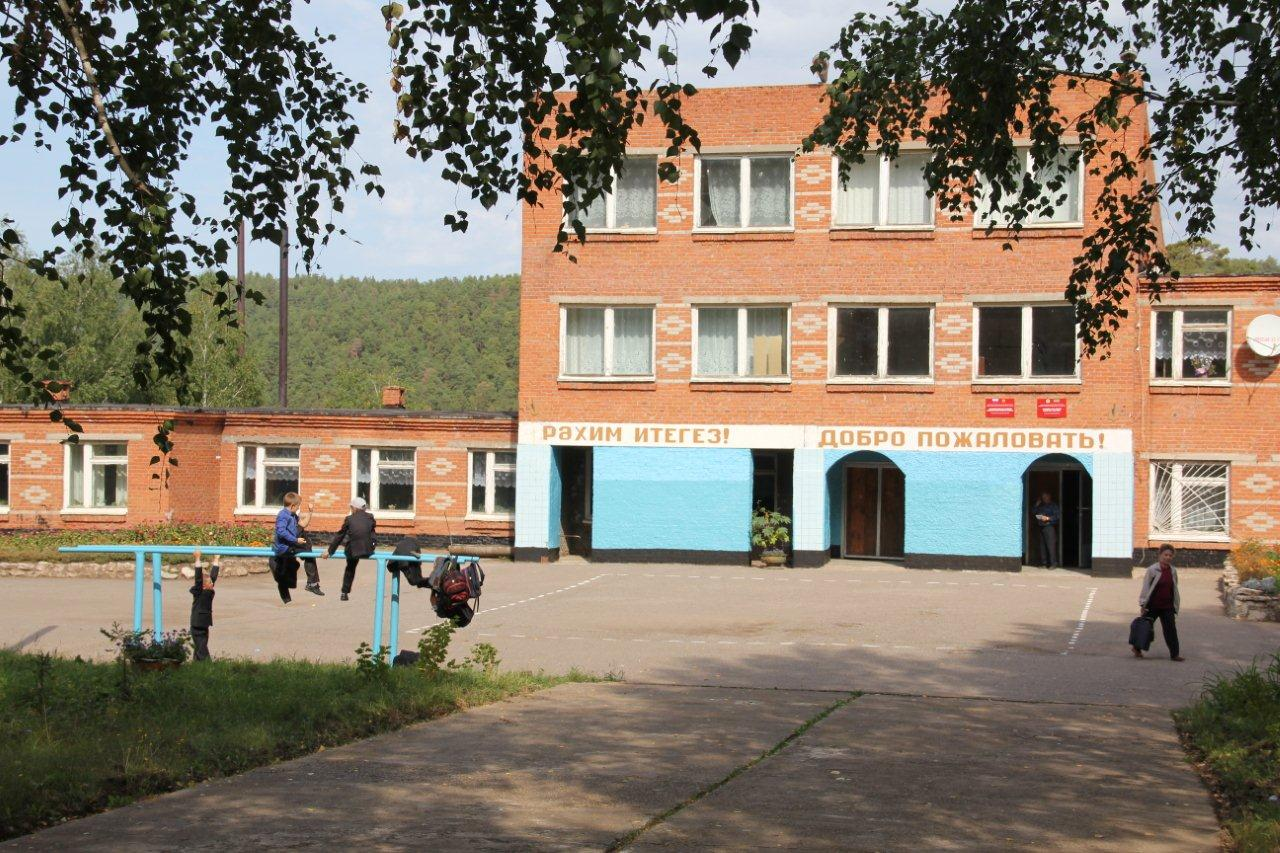
Школа в Шереметьевке

Двадцать пять лет назад в Шереметьевке открыли краеведческий музей в здании школы, в котором по крупинкам собрана история Шереметьевки. Его организатор Раиса Александровна Михайлова является и автором книги «Мое село — одно на всю Россию: история с. Шереметьевки Нижнекамского р-на». К 55-летию Победы музей был награждён дипломом Министерства образования Республики Татарстан. Первая школа была открыта в Шереметьевке в 1878 году, здание новой школы построено сто один год спустя.

## Шереметевы

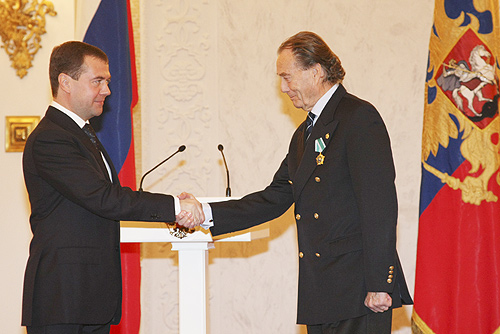
Д. А. Медеведев и П. П. Шереметев

Покупателем Шереметьевки у мурзы Уркеева значится Сергей Васильевич Шереметев (?-1772 гг.), сын нижегородского воеводы Василия Васильевича Шереметева (1652—1733 гг.), которые относятся к нетитулованной, но знатной ветви, имеющей отдаленные родственные связи с графами Шереметьевыми с общим предком Андреем Кобылой, первым исторически достоверным родоначальником дома Романовых.
Резиденция рода нижегородских Шереметевых располагалась сначала в селе Богородское под Нижним Новгородом, затем в Юрино, где был построен уникальный роскошный дворец. Шереметевы являлись крупными сельскими хозяевами и промышленниками, свои владения посещали не часто и управляли с помощью старост и управляющих.
В 2006 году в селе Шереметьевка Нижнекамского района побывал потомок известного рода, председатель президиума Международного совета российских соотечественников граф Пётр Петрович Шереметев. За годы эмиграции во Франции он впервые посетил бывшие владения своих родственников. Уезжая во Францию, Пётр Петрович Шереметев взял с собой горсть шереметьевской земли и книгу, рассказывающую об истории деревни.